# Raul Machado
Raul Martins Machado (Matosinhos, 22 de setembro de 1937 — 22 de outubro de 2023) foi um jogador de futebol que atuou no Leixões e Benfica. Jogando também internacionalmente pela Seleção Portuguesa. Jogava na posição de defesa.

## Carreira
Nascido em Matosinhos, Raul juntou-se ao clube da cidade natal, o Leixões, aos 21 anos de idade. Nas três temporadas que permaneceu no clube, ajudou o Leixões a se manter na Primeira Divisão assim como conquista a Taça de Portugal de 1961, sendo capitão na final jogada no Estádio das Antas contra o rival da cidade vizinha, o Futebol Clube do Porto. 
Devido a problemas financeiros, o Leixões decide vender o jogador ao Benfica em 1962, que se viria a estrear pelo clube a 21 de outubro de 1962, numa vitória fora de casa contra o Belenenses. Devido a uma lesão de Germano, jogou 37 jogos no centro de uma formação WM, ganhando o campeonato mas perdendo a final da Liga dos Campeões. Na temporada seguinte perdeu a sua posição inicial para Luciano, que acabaria por jogar a maioria de seus jogos na Taça de Portugal, competição que o clube conquistou. Depois de um ano no lado direito da formação WM, Raul adaptou-se facilmente ao 4-4-2 mais comum em 1965, e jogou mais quatro temporadas no Benfica.
Fez dupla com Germano e, mais tarde, Jacinto Santos, ganhando mais três campeonatos e perdendo uma terceira final da Liga dos Campeões. Acaba por sair do Benfica em 1969 com 193 partidas e sete golos. 
Regressa ao Leixões na época seguinte com 32 anos, onde termina a sua carreia no final da mesma época.

## Seleção Nacional
Raul jogou 11 jogos com a seleção nacional em um período de seis anos. Foi inicialmente convocado pelo treinador José Maria Antunes em 1962, para jogar a rodada preliminar da eliminatória do Campeonato Europeu de Futebol de 1964 contra a Bulgária. Jogou os dois jogos, em 7 de novembro e em 16 de dezembro, mas a Bulgária passou após duas vitória por 1-0. Devido à forte concorrência na sua posição, não participou no Campeonato do Mundo da FIFA de 1966, mas reapareceu nos jogos de qualificação do Campeonato Europeu em 1967.

## Títulos
Leixões 
- Taça de Portugal: 1960-61

Benfica
- Primeira Liga: 1962-63, 1963-64, 1964-65, 1966-67, 1967-68 e 1968-69
- Taça de Portugal: 1963-64 e 1968-69